# Marco Formentini (nuotatore)
Marco Formentini (Lavagna, 3 luglio 1970) è un ex nuotatore italiano, in forza al Centro Sportivo Carabinieri, e si allena presso la Rari Nantes Sestri Levante.
È stato un ottimo nuotatore in vasca, ma ha ottenuto i migliori risultati nel nuoto di fondo, in particolare ha vinto i campionati europei del 1993 nella 5 km, ha vinto il bronzo ai mondiali di Fukuoka nel 2001, sempre nella 5 km, e quella d'argento ai Campionati mondiali di Melbourne 2007 nei 25 km acque libere.

## Palmarès
| Giochi olimpici          | 1500 m st. libero         | ---                       | ---                | ---                                      |
| 1996 Atlanta Stati Uniti | 18º 15"41"14              | ---                       | ---                | ---                                      |
| Campionati del mondo     | 1500 m st. libero         | 5 km individuale          | 25 km individuale  | 25 km a squadre                          |
| 1994 Roma Italia         | 11º 15'31"64              | ---                       | ---                | ---                                      |
| 1998 Perth Australia     | 11º 15'29"22              | ---                       | ---                | ---                                      |
| 2001 Fukuoka Giappone    | ---                       | Bronzo 56'42"             | ---                | ---                                      |
| 2003 Barcellona Spagna   | ---                       | 4º 53'15"5                | ---                | ---                                      |
| 2005 Montréal Canada     | ---                       | ---                       | 12º 5h 07'15"3     | Bronzo: 15h 42'14"3 frazione: 5h 07'15"3 |
| 2007 Melbourne Australia | ---                       | ---                       | Argento 5h 18'36"8 | ---                                      |
| 2008 Siviglia Spagna     | ---                       | ---                       | 6º 5h 04'25"3      | ---                                      |
| Campionati europei       | 1500 m st. libero         | 5 km individuale          | 10 km individuale  | 25 km individuale                        |
| 1993 Slapy Rep. Ceca     | ---                       | Oro 58'10"9               | ---                | ---                                      |
| 1995 Vienna Austria      | 4º 15'29"53               | ---                       | ---                | ---                                      |
| 1997 Siviglia Spagna     | 7º 15'31"71               | ---                       | ---                | ---                                      |
| 1999 Istanbul Turchia    | ---                       | 5º 1h 00'09"9             | ---                | ---                                      |
| 2004 Madrid Spagna       | ---                       | 6º 52'16"6                | 11º 1h 45'34"5     | ---                                      |
| 2006 Budapest Ungheria   | ---                       | ---                       | ---                | ritirato                                 |
| 2008 Dubrovnik Croazia   | ---                       | ---                       | ---                | 10º 4'42"58"0                            |
| Giochi del Mediterraneo  | 1500 m st. libero         | ---                       | ---                | ---                                      |
| 1997 Bari Italia         | Argento 15'22"73          | ---                       | ---                | ---                                      |
| Universiadi              | 400 m st. libero          | 800 m st. libero          | 1500 m st. libero  | ---                                      |
| 1993 Buffalo Stati Uniti | elim. in batteria 4'04"46 | elim. in batteria 8'20"27 | Argento 15'38"43   | ---                                      |
| 1997 Messina Italia      | 4º 3'55"54                | Bronzo 8'06"37            | Argento 15'21"00   | ---                                      |

### Altre competizioni
- Vincitore della Coppa LEN nel 2001.

### Campionati italiani
12 titoli individuali e 1 in staffette, così ripartiti:
- 6 nei 1500 m stile libero
- 1 nei 5000 m stile libero
- 1 nei 200 m farfalla
- 1 nella 4 x 200 m sl
- 1 nei 5 km di fondo
- 1 nei 10 km di fondo
- 2 nei 25 km di fondo

prima del 1997 la tabella è incompleta
- nd = non disputata

| Anno | Edizione    | st. libero 400 m | st. libero 800 m | st. libero 1500 m | st. libero 5000 m | st. libero 4x200 m | farfalla 200 m |
| ---- | ----------- | ---------------- | ---------------- | ----------------- | ----------------- | ------------------ | -------------- |
| 1993 | Primaverili | -                | nd               | 2                 | nd                | -                  | 1              |
| 1993 | Estivi      | 2                | nd               | 1                 | nd                | -                  | 2              |
| 1996 | Primaverili | 3                | nd               | 1                 | 1                 | -                  | -              |
| 1997 | Primaverili | -                | nd               | 2                 | -                 | -                  | -              |
| 1997 | Estivi      | 3                | nd               | 1                 | nd                | -                  | -              |
| 1998 | Primaverili | -                | nd               | 1                 | 3                 | 1                  | -              |
| 2000 | Invernali   | -                | nd               | 3                 | nd                | nd                 | -              |
| 2001 | Primaverili | -                | -                | -                 | -                 | 2                  | -              |
| 2001 | Estivi      | -                | -                | 2                 | nd                | -                  | -              |
| 2001 | Invernali   | -                | -                | 2                 | nd                | nd                 | -              |
| 2003 | Primaverili | -                | 3                | 1                 | 2                 | -                  | -              |
| 2003 | Estivi      | -                | 2                | 1                 | nd                | -                  | -              |
| 2004 | Primaverili | -                | 3                | 3                 | -                 | -                  | -              |

#### Edizioni in acque libere
Questa tabella è incompleta
| Anno | Edizione | 5 km fondo | 10 km fondo | 25 km fondo |
| ---- | -------- | ---------- | ----------- | ----------- |
| 1999 | Fondo    | 1          | nd          | -           |
| 2003 | Fondo    | -          | 1           | -           |
| 2004 | Fondo    | -          | 3           | -           |
| 2006 | Fondo    | -          | -           | 1           |
| 2008 | Fondo    | -          | -           | 1           |